# ویکتور مولر (بازیکن فوتبال)
ویکتور مولر (انگلیسی: Victor Muller؛ زادهٔ ۲ ژانویه ۱۹۷۳) بازیکن فوتبال است.